# ناتي (مغني تايلاندي)
أناتايا سوبوتيبونغ (التايلاندية: อา ณั ช ญา สุ พุทธิ พงศ์ ؛ ولدت في 30 مايو 2002) ، والمعروفة فنياً باسمه ناتي (هانغول: 나띠 ؛ นั ต ตี้)، هي مغنية تايلاندية في كوريا الجنوبية، اشتهرت بأنها متسابقة في برامج الواقع في قناة إمنت لفرقة الفتيات في برنامج ستة عشر وبرنامج آيدول سكول، ظهرت لأول مرة كعازفة منفردة في 7 مايو 2020، مع ألبوم واحد بعنوان "تسعة عشر".

## نشأتها
بدء ناتي كمتدربة في شركة جي واي بي للترفيه لمدة عام، شاركت في برنامج سيكستين، وهو برنامج اختبار يختار أعضاء فرقة الفتيات توايس، في 27 أبريل 2015، كأصغر مرشحة تبلغ من العمر 14 عامًا. تمت ترقيتهم بعد ذلك إلى الفريق الرئيسي في 12 مايو، وفي 26 مايو، خلال مرحلة أداء الرقص مع مومو قدم الفريق أداءً جيدًا، وتلقوا الثناء من بارك جين يونغ، لكن تم إقصائهم من المرحلة الأخيرة. شاركت ناتي في برنامج اختبار آخر أيدول سكول، كشخص عادي وليس متدربة في عام 2017، وتم اختيارها "المرشحة الأول" في الجولة الأولى، أثناء الاختبار تلقت دعمًا من مومو ومينا من توايس جنبًا إلى جنب مع زميلتها المتسابقة في سيكستين بارك جي وون، ولكن تم إقصاؤها مرة أخرى في الجولة النهائية. 